# XO-4b

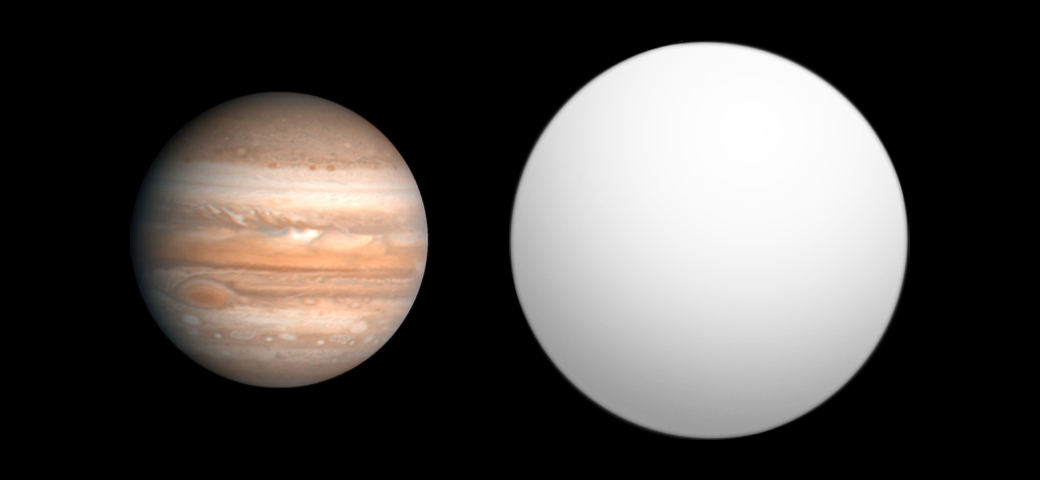

XO-4b는 살쾡이자리 방향으로 지구로부터 약 956 광년 떨어진 곳에 있는 항성 XO-4 주위를 도는, 외계 행성이다.McCullough 연구진이 트랜싯법을 이용, 2008년 5월 19일 발견했다. 질량은 목성의 1.72배, 반지름은 목성의 1.34배이다. 항성에 매우 가까이 붙어 돌고 있기 때문에 여타 외계 행성들과 마찬가지로 뜨거운 목성으로 분류할 수 있다.
항성을 1회 도는 데에는 고작 4.125일(99시간)밖에 걸리지 않으며, 항성으로부터의 거리는 0.0555 천문단위이며 공전궤도는 거의 원에 가깝다. XO-4b는 전형적인 뜨거운 목성이므로, 대기 상층부는 리튬, 소듐, 포타슘의 구름층이, 보다 깊은 층에는 규소 기체의 구름층이 펼쳐져 있을 것으로 생각된다.